# Johan Bångsbo
Mats Johan Edward Bångsbo, född 10 februari 2003, är en svensk fotbollsspelare som spelar för Baniyas, på lån från Al Jazira.

## Klubblagskarriär
Johan Bångsbos moderklubb är Särö IK.

### IFK Göteborg
Som tolvåring flyttade han till IFK Göteborg. Efter en stundtals tuff ungdomstid, där han som 15-åring bröt foten och missade ett års fotbollsspel, skrev han som 19-åring på ett fyraårigt A-lagskontrakt med klubben. Kort dessförinnan, den 22 februari 2022, hade Bångsbo debuterat i A-laget via ett inhopp i träningsmatchen mot Utsiktens BK.
Den 15 maj 2022 debuterade Johan Bångsbo i Allsvenskan. Skador och sjukdomar gjorde att han fick chansen från start i mötet med Varbergs BoIS. Efter 1-1 utsågs Bångsbo till matchens lirare i sin debut. Under våren och sommaren fick Bångsbo fortsatt mycket speltid och fick också motta många interna hyllningar för sina insatser.
Den 17 februari 2024 värvades Bångsbo av Al Jazira i Förenade arabemiraten, där han skrev på ett kontrakt fram till 2028.

## Landslagskarriär
Johan Bångsbo har representerat Sveriges U19- och U21-landslag.
Landslagsdebuten för P19-landslaget skedde den 26 mars 2022, då Sverige förlorade med 2-3 mot Bosnien och Hercegovina i kvalet till U19-EM 2022.

## Statistik
| Klubb              | Säsong             | Liga               | Liga    | Liga | Nationell cup | Nationell cup | Internationell cup | Internationell cup | Övrigt  | Övrigt | Totalt  | Totalt |
| Klubb              | Säsong             | Division           | Matcher | Mål  | Matcher       | Mål           | Matcher            | Mål                | Matcher | Mål    | Matcher | Mål    |
| ------------------ | ------------------ | ------------------ | ------- | ---- | ------------- | ------------- | ------------------ | ------------------ | ------- | ------ | ------- | ------ |
| IFK Göteborg       | 2022               | Allsvenskan        | 19      | 1    | 1             | 0             | —                  | —                  | —       | —      | 20      | 1      |
| IFK Göteborg       | 2023               | Allsvenskan        | 19      | 0    | 4             | 0             | —                  | —                  | —       | —      | 23      | 0      |
| IFK Göteborg       | Totalt             | Totalt             | 38      | 1    | 5             | 0             | —                  | —                  | —       | —      | 43      | 1      |
| Al Jazira          | 2023/2024          | UAE Pro League     | 0       | 0    | 0             | 0             | —                  | —                  | —       | —      | 0       | 0      |
| Totalt i karriären | Totalt i karriären | Totalt i karriären | 38      | 1    | 5             | 0             | —                  | —                  | —       | —      | 43      | 1      |